# Mistrzostwa Świata w Kolarstwie Torowym 1951
48. Mistrzostwa Świata w Kolarstwie Torowym 1951 odbyły się we włoskim Mediolanie. Rozegrano pięć konkurencji: sprint zawodowców i amatorów, wyścig na dochodzenie zawodowców i amatorów oraz wyścig ze startu zatrzymanego zawodowców.

## Medaliści

### Mężczyźni
| Konkurencja                                   | Złoto              | Srebro            | Brąz               |
| --------------------------------------------- | ------------------ | ----------------- | ------------------ |
| Sprint indywidualny amatorów                  | Enzo Sacchi        | Russell Mockridge | Marino Morettini   |
| Wyścig indywidualny na dochodzenie amatorów   | Mino De Rossi      | Raphaël Glorieux  | Guido Messina      |
| Sprint indywidualny zawodowców                | Reg Harris         | Jacques Bellenger | Sidney Patterson   |
| Wyścig indywidualny na dochodzenie zawodowców | Antonio Bevilacqua | Hugo Koblet       | Kay Werner Nielsen |
| Wyścig ze startu zatrzymanego zawodowców      | Jan Pronk          | André Leliaert    | Henri Lemoine      |

## Klasyfikacja medalowa
| Miejsce | Państwo         |   |   |   | Razem |
| ------- | --------------- | - | - | - | ----- |
| 1.      | Włochy          | 3 | 0 | 2 | 5     |
| 2.      | Holandia        | 1 | 0 | 0 | 1     |
|         | Wielka Brytania | 1 | 0 | 0 | 1     |
| 4.      | Belgia          | 0 | 2 | 0 | 2     |
| 5.      | Australia       | 0 | 1 | 1 | 2     |
|         | Francja         | 0 | 1 | 1 | 2     |
| 7.      | Szwajcaria      | 0 | 1 | 0 | 1     |
| 8.      | Dania           | 0 | 0 | 1 | 1     |